# Karl Albrecht Kubinzky
Karl Albrecht Kubinzky (* 28. Juli 1940 in Wiener Neustadt, Niederösterreich) ist ein österreichischer Geograph und Historiker. Als Grazer Stadthistoriker, Autor und Publizist ist er Verfasser von Publikationen über Graz und die Steiermark.

## Leben
Kubinzky studierte an der Universität Graz Geographie und Geschichte und legte die Lehramtsprüfung ab. Nach Lehramtsprüfung und der Sponsion zum Magister (Mag. rer. nat.) und der Promotion zum Dr. phil. arbeitete er als Universitätsassistent am Institut für Soziologie an der Rechts- und Staatswissenschaftlichen Fakultät  der Universität Graz und dann an der Sozial- und Wirtschaftswissenschaftlichen Fakultät an der gleichen Universität.
Von 1978 bis 2000 war Kubinzky als Bundeslehrer im Hochschuldienst mit dem Titel eines Professors an der Universität am Institut für Soziologie der Universität Graz tätig. Er lehrte auch an der Technischen Universität Graz und an der Universität Salzburg. Er unterrichtete viele Jahre Wirtschaftsgeographie am Dolmetschinstitut und Mediensoziologie am Medienkundlichen Lehrgang der Universität Graz.
Kubinzky war von 1967 bis 2012 Fachprüfer für das Fremdenführergewerbe, Mitarbeiter an Ausstellungen und Herausgeber der Bezirkszeitschrift Graz-eins und ist Mitglied des wissenschaftlichen Beirats der Zeitschrift politicum. Karl Albrecht Kubinzky ist als Korrespondent der Historischen Landeskommission für Steiermark deren „Graz-Beauftragter“. 2015 wurde er Mitglied des Kuratoriums des Universalmuseums Joanneum.
Kubinzky ist Mitbegründer der Grazer Freimaurer-Loge Symbolon. Kubinzky ist auch Mitbegründer der Judo-Union-Graz (1961) und des Grazer Fremdenführerclubs (1967).
Im Jahr 2018 hat Karl Albrecht Kubnizky seine umfangreiche Privatsammlung, die die letzten 100 Jahre der Grazer Stadtgeschichte widerspiegelt und die mit Abstand bedeutendste private Dokumentation zur Entwicklung der Landeshauptstadt darstellt, testamentarisch dem Universal Museum Joanneum vermacht. Sie wird als "Sammlung Kubinzky" erfasst und umfasst über 100.000 Objekte – großteils Fotografien und Ansichtskarten.
Kubinzky gilt als einer der profundesten Graz-Kenner und ist als Grazer Stadthistoriker einem breiteren Publikum durch seine Kolumnen "Historisches aus Graz" bekannt. Diese erscheinen in der "BIG – BürgerInneninformation Graz", der offiziellen Zeitung des Magistrats der Stadt Graz – Auflage 140.000. Weiters sind Beiträge von Kubinzky in der Kleinen Zeitung und einer Gratiszeitung zu lesen.

## Ehrungen
- Bürger der Stadt Graz[8][9]
- Goldenes Ehrenzeichen des Landes Steiermark (1999)
- Österreichisches Ehrenkreuz für Wissenschaft und Kunst (2009)[10]
- Österreichisches Ehrenkreuz für Wissenschaft und Kunst, I. Klasse
- Großes Ehrenzeichen des Landes Steiermark (2020)[11][12]

## Werke
- Waltendorf, Hg. gemeinsam mit K. Steffen, Edition Strahalm, Graz 2022, ISBN 978-3-9505161-3-5
- Historisches aus Graz, Bd. III, Leykam, Graz 2021, ISBN 9783-7011-8209-1
- Grazer Straßennamen (gemeinsam mit A. Wentner), 4. Aufl., Leykam, Graz 2018. ISBN 978-3-7011-8099-8
- Als gestern noch heute war, Leykam, Graz 2016. ISBN 978-3-7011-8025-7
- Verwandt und verschwägert, Graz 2015.
- Historisches aus Graz; Leykam, Graz 2010. ISBN 978-3-7011-7694-6
- Grazer Straßennamen (gem. mit A. Wentner), 3. Aufl., Graz 2009.
- 130 Jahre Straßenbahn in Graz, Graz 2008.
- Neues aus Alt-Graz; Sutton, Erfurt 2005.
- Deutschlandsberg; Steirische Verlagsgesellschaft, Graz 2004.
- Marburgerkai 47 - 8010 Graz, Graz 2001.
- Graz; Sutton, Erfurt 2000, 1. Aufl.
- 100 Jahre elektrische Straßenbahn in Graz; Grazer Verkehrsbetriebe, Graz 1999
- Eggenberg, gem. m. G. Dienes, Stadtmuseum, Graz 1999.
- Grazer Straßennamen, gem. m. A. Wentner, Leykam, Graz 1998, 2. Aufl.
- Grazer Straßennamen, gem. m. A. Wentner, Graz 1996.
- Der Lendplatz; Stadtmuseum, Graz 1995.
- Mariatrost – Geschichte und Alltag, gem. m. G. Dienes, Graz 1984.
- St. Peter, gem. m. G. Dienes, Verl. für Sammler, Graz 1993.
- Das alte Graz; J und V, Wien 1993.
- Liebenau, gem. m. G. Dienes, Verl. für Sammler, Graz 1992.
- Jakomini, gem. m. G. Dienes, Stadtmuseum, Graz 1991.
- Zwischen Stadt und Land, die Murvorstadt; Stadtmuseum, Graz 1991.
- Mit dem Ballon über Graz; Leykam, Graz 1990.
- Waltendorf und Ries; Stadtmuseum, Graz 1990.
- Gösting und seine Geschichte; Kulturreferat, Graz 1989.
- Der Gries und seine Geschichte; Kulturreferat (u. a.), Graz 1988.
- Graz im Wandel, Leykam, Graz 1987.
- St. Leonhard und seine Geschichte; mit Dienes, Gerhard M.; Gaspar, Graz 1987.
- Graz aus der Vogelperspektive; Leykam, Graz 1984.
- Bürgerinitiativen in Graz, Hg. Magistrat Graz, Graz 1975.
- Kommunale Eliten, gem. mit J. Stagl, Graz 1971.
- St. Anna am Aigen, Graz 1970.
- Underdeveloped Areas in Industrializied Countries, gem. mit M. Streit, J. Gordesch, Graz 1967.
- Die Entwicklung des Grazer Stadtbildes, histor. Hausarbeit Univ. Graz, Graz 1966.
- Die geographische Struktur der steirischen Ostgrenze, phil. Diss., Graz 1966.

## Sonstiges
Der Magistrat Graz verlangte vom Eckhaus-Eigentümer Kubinzky die Montage einer zweiten Nummern-Tafel, nämlich "Kalchberggasse 14". Er befolgte den Bescheid, setzte allerdings daneben ein Kommentarschild: "... sinnlos ... weil hier torlos ...".
Fast genau vor diesen Schild befindet sich auf einem Fleck Straßenasphalt in der von Autos nur wenig befahrenen Kalchberggasse eine rare Kuriosität: Innerhalb von etwa 3 Metern Länge finden sich beim Radfahr- und Autoparkstreifen, unweit eines Straßenbaums, dessen Wurzelzone wohl Aufgrabungen verhindert, Fahrbahnmarkierungen – aktuelle und Reste vergangener – in 5 verschiedenen Farben: Weiß, gelb, blau, grün, rot.
Im Boden unter der Kalchberggasse liegen Reste einer für Graz seltenen Außer-Haus-Rohrpostleitung. Diese verband das Telegraphenamt am Marburger Kai, am Block mit Kubinzkys Haus, mit der damaligen Hauptpost, die den gegenüberliegenden Block mit Haupteingang Neutorgasse einnahm. Diese wenige hundert Meter kurze Rohrpostlinie wurde nicht etwa als technisches Denkmal erhalten. Die Versandstation seitens der Hauptpost wurde erst im Zuge von Umbauten um 2000 und 2015 zerstört. Telegramme kamen ehemals per Fernschreiber im Telegraphenamt an, als Ausdruck auf etwa 1 cm schmalem Papierstreifen als Klartext in Großbuchstaben in Schreibmaschinentechnik. Händisch auf maximal 20 cm Zeilenlänge gekürzt, wurden die Streifenabschnitte mit Kleister auf das DIN A4 (gefaltet: A5) große Telegrammblatt geklebt und in einer Rohrpostbüchse an die Hauptpost 8010 Graz geschickt. Der Expressbote per Fahrrad, Moped oder Auto übernahm hier die Zustellung zum Adressaten.